# Tipula (Lunatipula) seguyi
Tipula (Lunatipula) seguyi is een tweevleugelige uit de familie langpootmuggen (Tipulidae). De soort komt voor in het Palearctisch gebied.